# VL83型电力机车
VL83型电力机车（俄语：ВЛ83）是苏联铁路的干线货运电力机车车型之一，适用于25千伏工频单相交流制的电气化铁路，由诺沃切尔卡斯克电力机车厂于1976年设计制造。该型机车是在VL80T型电力机车基础上开发研制的实验性车型，试验采用同步牵引电动机和单电机全悬挂转向架，仅试制一台并未投入批量生产。

## 发展历史
苏联于1960年代中期开始研究单电机全悬挂转向架，并于1966年、1969年先后试制了两台采用单电机转向架的VL40型四轴客运电力机车。1970年代初，全苏电力机车研究与设计院（ВЭлНИИ）和诺沃切尔卡斯克电力机车厂（НЭВЗ）开始联合研制采用单电机转向架的货运电力机车，并于1976年试制了首台原型车，定型为VL83型。

## 技术特点
VL83型电力机车的车体结构是在VL80T、VL80R型电力机车基础上改进而成，但由于采用了单电机转向架，VL83型机车的车体底架高度比VL80T型机车提高了400毫米。机车采用全悬挂单电机组合驱动转向架，牵引电动机的全部重量都支承在转向架构架上，大幅减少了簧下重量；车体经摇枕悬挂在转向架上，一系悬挂采用轴箱两侧螺旋弹簧，二系悬挂采用螺旋弹簧和油压减震器，牵引力或制动力通过中间低位牵引拉杆传递；牵引电动机通过传动齿轮箱、车轴齿轮箱组成的二级传动机构驱动轮对。基础制动装置为单侧闸瓦踏面制动单元。
VL83型电力机车采用交—交流电传动，每一节机车上均有两台牵引电机、一台变压器、交—交流变换器、平波电抗器、励磁整流器以及辅助电气设备，机车主电路采用两组三相反并桥式系统。变压器次边有8个牵引绕组、2个励磁绕组、1个辅助绕组，单相交流电经牵引绕组降压后供给交—交流变换器，不需经过直流中间环节，可直接将单相交流电变成可调频的三相交流电，输出频率范围为0～150赫兹。牵引电动机采用NB-604（НБ-604）型三相交流同步牵引电机，定子绕组连接为两个独立的星形结构，转子为10极的隐极结构；电机小时功率为1800千瓦，持续功率为1650千瓦。机车并设有再生制动。

## 参看
- VL40型电力机车
- VL80型电力机车
- VL81型电力机车
- VL82型电力机车
- VL84型电力机车
- VL85型电力机车